# Spear
Spear és una pel·lícula dramàtica australiana de 2015 dirigida pel coreògraf Stephen Page.

## Repartiment
- Hunter Page-Lochard com a Djali
- Aaron Pedersen com a home suïcida
- Troy Honeysett com a Home Blanc
- Djakapurra Munyarryun com a Big Man

## Producció
Originalment interpretada a l'escenari pel Bangarra Dance Theatre l'any 2000 sota el títol Skin,, Spear s va reimaginar per a pel·lícula que utilitza majoritàriament dansa i moviment.
Spear va ser escrita i dirigida per Stephen Page, pare de Hunter Page-Lochard, i produïda per John Harvey. El ballarí i coreògraf Daniel Riley va treballar com a director adjunt i va tenir un petit paper a la pel·lícula.

## Estrena
Spear es va projectar a la secció Discovery del Festival Internacional de Cinema de Toronto de 2015.
Es va estrenar a Austràlia en el Festival de Cinema d'Adelaide l'octubre de 2015 i es va projectar al Festival de Sydney el gener de 2016.

## Premis i nominacions
- Menció especial, Premi a la Diversitat Cultural sota el patrocini de la UNESCO, Asia Pacific Screen Awards 2015[7]
- * Nominada, Millor fotografia (Bonnie Elliott), 6ns Premis AACTA[8]
- Nominada, Millor disseny de vestuari (Jennifer Irwin), 6ns Premis AACTA[8]
- Nominat, Premi Panavision Spirit de Cinema Independent, 2016 Festival Internacional de Cinema de Santa Barbara[9]
- Nominada, Millor fotografia (Bonnie Elliott), Premis de l'Associació de Crítics de Cinema d'Austràlia 2017